# 袁炳忠
袁炳忠（1965年1月—），男，汉族，中华人民共和国政治人物。1987年从上海外国语大学英语专业毕业後就被分配至新華社工作。曾任新华通讯社党组成员、副社长。2025年4月，不再擔任新华通讯社副社长。